# Arch Hurd
Arch Hurd é um sistema operacional baseado no Arch Linux, mas usa o núcleo oficial da GNU, GNU Hurd no lugar do núcleo Linux, apesar que ainda não é um sistema operacional para se usar no dia-a-dia, futuramente poderá suportar interfaces gráficas como GNOME, KDE, XFCE, LXDE e etc, por enquanto, ainda não suporta áudio, HDs SATA, Wireless por causa das limitações no kernel Hurd.

## História do Arch Hurd
Tudo começou no fórum do Arch Linux, quando um interessado pelo Software Livre e GNU Hurd conhecido como Michael Walker (barrucadu), postou um tópico para a criação do projeto Arch Hurd, rapidamente se tornou um sucesso, mesmo no começo do projeto, Arch Hurd planeja se tornar uma alternativa mais livre ao Arch Linux.